# Payback (2020)
Payback (2020) foi o sexto e último evento Payback em pay-per-view e transmissão ao vivo produzido pela WWE. Foi realizado para lutadores das divisões de marca Raw e SmackDown da promoção. O evento aconteceu no dia 30 de agosto de 2020, no WWE ThunderDome, realizado no Amway Center em Orlando, Flórida. Foi o primeiro Payback realizado desde o evento de 2017, mas foi o Payback final, pois nenhum outro evento foi programado. O tema do evento foi lutadores buscando vingança contra seus oponentes.
O card consistia em oito lutas, incluindo uma no pré-show. No evento principal, um retorno de Roman Reigns, em sua primeira luta desde fevereiro de 2020, derrotou o atual campeão "The Fiend" Bray Wyatt e Braun Strowman, que Reigns derrotou, em uma luta No Holds Barred Triple Threat para ganhar o Campeonato Universal do SmackDown. Na partida anterior, Rey Mysterio e Dominik Mysterio derrotaram Seth Rollins e Murphy. Em outras lutas proeminentes, Keith Lee derrotou Randy Orton, e Nia Jax e Shayna Baszler derrotaram Bayley e Sasha Banks para ganhar o Campeonato de Duplas Femininas da WWE.
Este evento é notável por marcar o início do segundo reinado de Roman Reigns como Campeão Universal, que atualmente é o reinado mais longo da história do campeonato, o sexto reinado mais longo do campeonato mundial da história da WWE e o reinado mais longo do campeonato mundial da WWE do era moderna.

## Produção

### Introdução
Payback foi um evento pay-per-view (PPV) e WWE Network que foi estabelecido pela WWE em 2013. O conceito do evento era os lutadores buscando vingança contra seus oponentes. O evento decorreu anualmente de 2013 a 2017; o evento de 2017 também foi um show exclusivo do Raw, mas após a WrestleMania 34 em 2018, a WWE descontinuou os pay-per-views exclusivos da marca, resultando na redução de PPVs anuais produzidos, também descontinuando o Payback. Durante o episódio do SmackDown de 14 de agosto de 2020, foi anunciado que o Payback havia sido restabelecido e seria realizado em 30 de agosto. O sexto evento na cronologia do Payback, o evento de 2020 contou com lutadores das marcas Raw e SmackDown.

#### Impacto da pandemia de COVID-19
Como resultado da pandemia do COVID-19 que começou a afetar a indústria em meados de março, a WWE teve que apresentar a maior parte de sua programação a portas fechadas. Inicialmente, os programas de televisão e PPVs do Raw e SmackDown foram feitos no WWE Performance Center em Orlando, Flórida. Um número limitado de trainees do Performance Center e amigos e familiares dos lutadores foram posteriormente utilizados para servir como público ao vivo. Apenas uma semana antes do Payback, esses programas foram movidos para uma bolha bio-segura chamada WWE ThunderDome, hospedada no Amway Center de Orlando. O público selecionado ao vivo não era mais utilizado, pois a bolha permitia que os fãs participassem dos eventos virtualmente de graça e fossem vistos nas quase 1.000 placas de LED dentro da arena. Além disso, o ThunderDome utilizou vários efeitos especiais para melhorar ainda mais as entradas dos lutadores, e o áudio da arena foi misturado com os cantos dos fãs virtuais.

### Rivalidades
O card foi composto por oito lutas, incluindo uma no pré-show. As lutas resultaram de histórias roteirizadas, nas quais os lutadores retratavam heróis, vilões ou personagens menos distintos em eventos roteirizados que geravam tensão e culminavam em uma luta ou série de lutas. Os resultados foram predeterminados pelos escritores da WWE nas marcas Raw e SmackDown, enquanto as histórias foram produzidas nos programas semanais de televisão da WWE, Monday Night Raw e Friday Night SmackDown.
No episódio de 14 de agosto do SmackDown, foi revelado que Bayley e Sasha Banks defenderiam o Campeonato de Duplas Femininas da WWE no Payback. Suas oponentes foram reveladas no episódio de 24 de agosto do Raw; a equipe de Nia Jax e Shayna Baszler.
No SummerSlam, "The Fiend" Bray Wyatt derrotou Braun Strowman para vencer o Campeonato Universal pela segunda vez. Após a luta, Roman Reigns voltou após um hiato de cinco meses e atacou violentamente The Fiend e Strowman. No dia seguinte, foi anunciado que The Fiend iria defender o título contra Strowman e Reigns em uma luta No Holds Barred Triple Threat no Payback. No SmackDown daquela sexta-feira, o presidente e CEO da WWE, Vince McMahon, designou o produtor Adam Pearce para obter as assinaturas dos três competidores para a luta até o final da noite. Após obter as assinaturas de Wyatt e Strowman, Pearce localizou Reigns, onde foi revelado que ele havia se aliado a Paul Heyman. Reigns afirmou que estaria no Payback e venceria a luta, porém, não assinou o contrato.
No Raw de 24 de agosto, depois de atacar o Campeão da WWE Drew McIntyre com dois Punt Kicks, Randy Orton, que perdeu para McIntyre no SummerSlam, queria outra revanche pelo título, mas foi interrompido pelo ex-lutador do NXT Keith Lee, fazendo sua estreia no Raw. Em nome de McIntyre, Lee desafiou Orton para uma luta, mas Orton recusou. No entanto, os dois lutaram entre si mais tarde, com Orton vencendo por desqualificação após McIntyre atacá-lo. Orton mais tarde atacou McIntyre nos bastidores com um terceiro Punt Kick, deixando McIntyre desacordado. Uma revanche entre Lee e Orton foi posteriormente confirmada para o Payback.
No SummerSlam, Seth Rollins (que estava acompanhado por seu discípulo Murphy) derrotou Dominik Mysterio (que estava acompanhado por seu pai Rey Mysterio) em uma luta Street Fight. Na noite seguinte no Raw, Rey Mysterio e Dominik derrotaram Rollins e Murphy por desqualificação quando o Retribution atacou os Mysterios. Uma revanche entre as duas equipes foi marcada para o Payback.
No SummerSlam, Apollo Crews derrotou MVP para reter o Campeonato dos Estados Unidos. Na noite seguinte no Raw, Crews foi escalado para defender o título contra o companheiro de MVP do The Hurt Business, Bobby Lashley, no Payback. Mais tarde, no Raw, Crews e Lashley competiram em uma queda de braço. Crews venceu após pisar no pé de Lashley.

## Evento
| Função:                  | Nome:                     |
| ------------------------ | ------------------------- |
| Comentaristas em inglês  | Michael Cole (SmackDown)  |
| Comentaristas em inglês  | Corey Graves (SmackDown)  |
| Comentaristas em inglês  | Tom Phillips (Raw)        |
| Comentaristas em inglês  | Samoa Joe (Raw)           |
| Comentaristas em inglês  | Byron Saxton (Raw)        |
| Comentarista em espanhol | Marcelo Rodriguez         |
| Anunciadores de ringue   | Greg Hamilton (SmackDown) |
| Anunciadores de ringue   | Mike Rome (Raw)           |
| Árbitros                 | Danilo Anfibio            |
| Árbitros                 | Shawn Bennett             |
| Árbitros                 | Jessika Carr              |
| Árbitros                 | Dan Engler                |
| Árbitros                 | Darrick Moore             |
| Árbitros                 | Eddie Orengo              |
| Árbitros                 | Chad Patton               |
| Árbitros                 | Charles Robinson          |
| Entrevistadores          | Charly Caruso             |
| Entrevistadores          | Kayla Braxton             |
| Entrevistadores          | Alyse Ashton              |
| Painel do pré-show       | Charly Caruso             |
| Painel do pré-show       | John "Bradshaw" Layfield  |
| Painel do pré-show       | Peter Rosenberg           |
| Painel do pré-show       | Booker T                  |
| Painel do pré-show       | Jerry Lawler              |

### Pré-show
Durante o pré-show do Payback, o The Riott Squad (Ruby Riott e Liv Morgan) enfrentaram as The IIconics (Peyton Royce e Billie Kay). No final, Morgan executou o Jersey Codebreaker em Kay seguido por Riott executando um Riott Kick em Kay para vencer a luta.

### Lutas preliminares
O pay-per-view começou com Apollo Crews defendendo o Campeonato dos Estados Unidos contra Bobby Lashley (acompanhado por MVP e Shelton Benjamin). Depois de uma luta competitiva, Lashley forçou Crews a desistir em um Full Lashley Lock para vencer o título pela segunda vez. Após a luta, Crews atacou Lashley e afirmou que ele ganharia seu título de volta.
Em seguida, Big E enfrentou Sheamus. No final, Big E realizou o Big Ending em Sheamus para vencer a luta.
Depois disso, Matt Riddle lutou contra King Corbin. No clímax, Riddle executou um Floating Bro em Corbin para vencer a luta. Após a luta, um irado Corbin atacou Riddle durante uma entrevista nos bastidores.
Na próxima luta, Bayley e Sasha Banks defenderam o Campeonato de Duplas Femininas da WWE contra Nia Jax e Shayna Baszler. Nos momentos finais, Baszler aplicou o Kirifuda Clutch em Bayley ao mesmo tempo em que aplicou o Death lock em Banks. Enquanto Banks tentava acertar os olhos de Baszler, Baszler usou o próprio braço de Banks para estrangular Bayley, que desistiu, para vencer o título. Após a luta, Jax e Baszler comemoraram a vitória no ringue, enquanto Bayley e Banks ficaram decepcionadas ao lado do ringue.
Em seguida, Keith Lee enfrentou Randy Orton. Durante a luta, Orton constantemente provocava Lee, afirmando que Lee deveria respeitá-lo. Fora do ringue, Lee jogou Orton na mesa dos comentaristas. No clímax, quando Orton tentou um RKO, Lee contra-atacou em um Spirit Bomb para vencer a luta.
Na penúltima luta, pai e filho, Rey e Dominik Mysterio enfrentaram Seth Rollins e Murphy. No clímax, como Rollins tentou um Powerbomb em Mysterio, Mysterio contra-atacou, jogando Rollins de volta. Murphy (o parceiro legal), em seguida, acidentalmente chutou Rollins na cabeça, levando-o para fora. Dominik então aproveitou e fez um 619 e um splash em Murphy para vencer a luta.

### Evento principal
No evento principal, "The Fiend" Bray Wyatt defendeu o Campeonato Universal contra Braun Strowman e Roman Reigns em uma luta No Holds Barred Triple Threat. The Fiend fez sua entrada primeiro e depois que as luzes se acenderam, ele foi atacado por Strowman para iniciar a luta, apesar de Reigns ainda não ter entrado. Isso fez com que The Fiend e Strowman lutassem entre si. Strowman executou um Powerbomb em The Fiend mas ele conseguiu o kick out. The Fiend então executou um Sister Abigail em Strowman que também conseguiu o kick out. The Fiend então aplicou um uranage em Strowman através da mesa dos comentaristas. The Fiend então pegou sua marreta temática, entretanto, Strowman se levantou e atacou The Fiend. The Fiend então atacou Strowman com a marreta, e com os degraus de aço, após o qual, ambos lutaram na rampa de entrada, onde The Fiend jogou Strowman na tela de LED no topo do palco. Enquanto The Fiend tentava o Sister Abigail em Strowman no palco, Strowman contra-atacou e aplicou um Spear em The Fiend, jogando The Fiend e a si mesmo para fora do palco. Strowman e The Fiend então lutaram no ringue onde Strowman tentou um splash em The Fiend. The Fiend, no entanto, reagiu e executou um superplex da corda superior, fazendo com que o ringue implodisse. Roman Reigns (acompanhado por Paul Heyman) finalmente fez sua entrada empunhando uma cadeira e assinou o contrato da luta, oficialmente entrando na luta. Reigns entrou no ringue e tentou imobilizar The Fiend e Strowman, no entanto, ambos conseguiram o kick out. Reigns então atacou Strowman com várias cadeiradas e tentou outra imobilização, mas Strowman novamente fez o kick out. Enquanto Reigns tentava atacar The Fiend com a cadeira, The Fiend levantou-se e aplicou um Mandible Claw em Reigns, que deu um golpe baixo em The Fiend. Reigns então executou um Spear em Strowman e o imobilizou para conquistar o título pela segunda vez.

## Após o evento

### Raw
Na noite seguinte no Raw, três lutas foram marcadas com os vencedores de cada um enfrentando um ao outro em uma luta Triple Threat naquela noite para determinar o desafiante número um contra Drew McIntyre pelo Campeonato da WWE no Clash of Champions. Randy Orton, Keith Lee e Seth Rollins venceram suas respectivas lutas contra Kevin Owens, Dolph Ziggler e Dominik Mysterio. Orton então venceu a luta triple threat que se seguiu para garantir outra chance de enfrentar McIntyre pelo Campeonato da WWE.
Também no Raw seguinte, The Riott Squad (Ruby Riott e Liv Morgan) enfrentaram The IIconics (Peyton Royce e Billie Kay) em uma revanche, com a estipulação adicional de que a equipe vencedora ganharia uma chance pelo Campeonato de Duplas Femininas da WWE enquanto o time perdedor se separaria. O Riott Squad ganhou a luta e a oportunidade de título, enquanto as The IIconics tiveram que se separar como uma equipe. Sua luta pelo título foi posteriormente confirmada para o Clash of Champions.

### SmackDown
No SmackDown seguinte, o novo Campeão Universal e agora heel Roman Reigns junto com Paul Heyman abriram o show. Heyman explicou sua nova parceria na qual ele disse que estava servindo como "conselheiro especial" para Reigns (ao contrário de seu papel de "porta-voz" de Brock Lesnar). Ele afirmou que foi Reigns que o trouxe de volta, porque assim como a WWE praticamente se esqueceu de Reigns durante seu hiato, eles também fizeram o mesmo com Heyman após sua ausência na tela desde a WrestleMania 36. Ele também criticou os fãs por sua falta de respeito por Reigns e sua ética de trabalho, apesar de seus problemas de saúde. Ele também zombou do fato de que Braun Strowman e "The Fiend" Bray Wyatt foram escolhidos para reinar como Campeão Universal durante os últimos cinco meses, e nenhum deles merecia o título. Heyman também anunciou que o adversário de Reigns pelo título no Clash of Champions seria determinado em uma luta fatal four-way naquela noite. Big E, Matt Riddle, King Corbin e Sheamus foram definidos para a luta, no entanto, Big E foi considerado incapaz de competir devido a um ataque nos bastidores de Sheamus. O primo de Reigns, Jey Uso, substituiu Big E na luta e venceu.
Bayley e Sasha Banks enfrentaram Nia Jax e Shayna Baszler em uma revanche pelo Campeonato de Duplas Femininas da WWE. Durante a luta, Banks tentou atacar Baszler, que estava no poste do ringue, com uma joelhada dupla, porém Baszler evitou Banks, que machucou o joelho esquerdo no poste. Elas acabaram perdendo a luta depois que Jax fez um diving crossbody em Banks e Bayley e imobilizou as duas mulheres para reter o título. Após a luta, a equipe médica cuidou de Banks enquanto uma Bayley visivelmente horrorizada assistia. Bayley então fingiu ajudar Banks na área dos bastidores, apenas para se voltar contra Banks e atacá-la ferozmente, efetivamente dissolvendo a equipe.

### Futuro
O evento de 2020, por sua vez, seria o último evento de Payback realizado, pois um evento não estava programado para 2021. Além disso, em outubro daquele ano, a WWE anunciou sua programação de PPV para 2022 e o Payback não foi incluído.

## Resultados
| Nº                                          | Resultados                                                                                    | Estipulações                                                 | Tempo |
| ------------------------------------------- | --------------------------------------------------------------------------------------------- | ------------------------------------------------------------ | ----- |
| Pré- show                                   | The Riott Squad (Ruby Riott e Liv Morgan) derrotaram The IIconics (Billie Kay e Peyton Royce) | Luta de duplas                                               | 6:30  |
| 1                                           | Bobby Lashley (com MVP e Shelton Benjamin) derrotou Apollo Crews (c) por submissão            | Luta individual pelo Campeonato dos Estados Unidos           | 9:00  |
| 2                                           | Big E derrotou Sheamus                                                                        | Luta individual                                              | 12:20 |
| 3                                           | Matt Riddle derrotou King Corbin                                                              | Luta individual                                              | 10:55 |
| 4                                           | Shayna Baszler e Nia Jax derrotaram Bayley e Sasha Banks (c) por submissão                    | Luta de duplas pelo Campeonato de Duplas Femininas da WWE    | 10:20 |
| 5                                           | Keith Lee derrotou Randy Orton                                                                | Luta individual                                              | 6:40  |
| 6                                           | Dominik Mysterio e Rey Mysterio derrotaram Seth Rollins e Murphy                              | Luta de duplas                                               | 15:58 |
| 7                                           | Roman Reigns (com Paul Heyman) derrotou "The Fiend" Bray Wyatt (c) e Braun Strowman           | Luta No Holds Barred Triple Threat pelo Campeonato Universal | 12:46 |
| (c) – Refere-se aos campeões antes da luta. |                                                                                               |                                                              |       |